# Arkys lancearius
Espèce
Arkys lancearius est une espèce d'araignées aranéomorphes de la famille des Arkyidae.

## Distribution
Cette espèce se rencontre en Australie au Queensland et en Nouvelle-Galles du Sud et en Nouvelle-Guinée.

## Description
Les mâles et les femelles mesurent environ 8 mm.
Les pattes antérieures épineuses renferment des glandes épidermiques visibles dans les coupes histologiques et qui pourraient être attractives pour les proies (Lopez in Mastophora)

## Publication originale
- Walckenaer, 1837 : Histoire naturelle des insectes. Aptères. Paris, vol. 1, p. 1-682 (texte intégral).